# Inkareich
|  | Dieser Artikel oder Abschnitt wurde wegen inhaltlicher Mängel auf der Qualitätssicherungsseite der Redaktion Geschichte eingetragen (dort auch Hinweise zur Abarbeitung dieses Wartungsbausteins). Dies geschieht, um die Qualität der Artikel im Themengebiet Geschichte auf ein akzeptables Niveau zu bringen. Dabei werden Artikel gelöscht, die nicht signifikant verbessert werden können. Bitte hilf mit, die Mängel dieses Artikels zu beseitigen, und beteilige dich bitte an der Diskussion! |

Das Inkareich (Quechua: Tawantinsuyu – „Reich aus vier Teilen“) war das größte Reich im präkolumbischen Amerika. Dieses war nach den vier Himmelsrichtungen in Chinchan Suyu (Nord-Region), Kunti Suyu (West-Region), Anti Suyu (Ost-Region) und Qulla Suyu (Süd-Region) unterteilt. Das administrative, politische und militärische Zentrum des Reiches befand sich in der Stadt Cusco im heutigen Peru. Die Zivilisation der Inka entstand im frühen 13. Jahrhundert im Hochland der Anden. Ihre letzte Hochburg wurde 1572 von den Spaniern erobert. In seiner größten Ausdehnung verband das Reich Peru, das westliche Ecuador, das westliche und südliche Zentralbolivien, das nordwestliche Argentinien, einen großen Teil des heutigen Chile und den südwestlichsten Zipfel Kolumbiens zu einem Staat, der mit den historischen Imperien Eurasiens vergleichbar war und sich über eine Fläche von 950.000 km² erstreckte.
Von 1438 bis 1525 expandierte das Inkareich massiv – durch Eroberung und Unterdrückung, aber auch durch friedliche Assimilierung – und nahm 1533 einen großen Teil des westlichen Südamerikas mit dem Zentrum in den Anden ein. Seine offizielle Sprache war Quechua. Es wurden allerdings unzählige weitere Sprachen gesprochen und es gab mehr als 200 Ethnien. Viele lokale Formen der religiösen Verehrung bestanden im Reich, die meisten davon betrafen lokale heilige Wak’a, aber die Führung der Inkas förderte die Sonnenverehrung des Inti, ihres Sonnengottes, und setzte seine Souveränität über andere Kulte wie den von Pachamama durch. Die Inkas betrachteten ihren König, den Sapa Inka, als den Sohn der Sonne und eine Gottheit.
Das Inkareich war insofern ungewöhnlich, als ihm viele Merkmale fehlten, welche die Zivilisationen in der Alten Welt kennzeichneten. So kannten die Inka keine Radfahrzeuge und keine Zugtiere. Ihnen fehlten auch Kenntnisse über die Verarbeitung von Eisen und Stahl. Die Inka kannten kein Schriftsystem in der Art, wie es in eurasischen Kulturen verwendet wird, stattdessen verwendeten sie aber die Knotenschrift Quipu, mit der sowohl Nachrichten wie auch mehrstellige Zahlen im Dezimalsystem dargestellt und weitergeleitet werden konnten. Sie errichteten allerdings ein bedeutendes und hochentwickeltes Reich und zählen zu den Hochkulturen. Zu den bemerkenswerten Merkmalen des Inkareichs zählen seine monumentale Architektur, insbesondere die Steinmetzarbeiten, das ausgedehnte Straßennetz, das alle Ecken des Reichs erreicht, fein gewebte Textilien, landwirtschaftliche Innovationen in einem schwierigen Umfeld sowie eine fortgeschrittene Organisation und Verwaltung.
Das Inkareich funktionierte weitgehend ohne Geld und ohne Märkte. Stattdessen beruhte der Austausch von Gütern und Dienstleistungen auf Gegenseitigkeit zwischen Einzelpersonen und zwischen Einzelpersonen, Gruppen und Inka-Herrschern. Die Steuern bestanden aus einer Arbeitsverpflichtung einer Person gegenüber dem Reich. Die Inka-Herrscher (die theoretisch alle Produktionsmittel besaßen) revanchierten sich, indem sie ihren Untertanen Zugang zu Land und Gütern gewährten und in feierlichen Festen Speisen und Getränke zur Verfügung stellten. Während manche Forscher des 20. Jahrhunderts dieses System als eine Art frühen Sozialismus bezeichneten, interpretierten andere es als Feudalismus oder Sklaverei. Auch wenn die Akademische Gemeinschaft noch Debatten über die Natur des Wirtschaftssystems der Inka führt, hat sich seitdem ein Breiter Konsens um ein Andisches Reziprozitäts-und-Redistributions-System entwickelt. dass nicht mit den Modellen der Alten Welt verglichen werden kann.

## Etymologie
Die Inka bezeichneten ihr Reich als Tawantinsuyu, „die vier Suyu“. In Quechua ist tawa vier und -ntin ist ein Suffix, das eine Gruppe bezeichnet, so dass ein Tawantin ein Quartett ist, eine Gruppe von vier Dingen zusammengenommen, in diesem Fall die vier Suyu („Regionen“ oder „Provinzen“), deren Ecken sich in der Hauptstadt trafen. Die vier Suyu waren: Chinchay Suyu (Norden), Anti Suyu (Osten; der Amazonasdschungel), Qulla Suyu (Süden) und Kunti Suyu (Westen). Der Name Tawantinsuyu war daher ein beschreibender Begriff, der auf einen Zusammenschluss von Provinzen hinwies. Im Spanischen wurde der Name mit Tahuatinsuyo oder Tahuatinsuyu transliteriert.
Der Begriff Inka bedeutet in Quechua „Herrscher“ oder „Herr“ und wurde verwendet, um die herrschende Klasse oder die herrschende Familie zu bezeichnen. Die Inkas waren ein sehr kleiner Prozentsatz der Gesamtbevölkerung des Reiches, wahrscheinlich nur 15.000 bis 40.000, aber sie herrschten über eine Bevölkerung von etwa 10 Millionen Menschen. Die Spanier übernahmen den Begriff (im Spanischen mit Inka übersetzt) als ethnischen Begriff, der sich auf alle Untertanen des Reiches und nicht nur auf die herrschende Klasse bezog. Als solches bezog sich der Name Imperio inca („Inkareich“) auf die Nation, der sie begegneten und die sie anschließend eroberten.

## Geschichte

### Hintergrund
Das Inkareich war das letzte Kapitel der tausendjährigen Andenzivilisationen. Die Andenkultur war eine von fünf Zivilisationen in der Welt, die von Forschern als „ursprünglich“, d. h. einheimisch und nicht von anderen Zivilisationen abgeleitet, angesehen wurde.
Dem Inkareich gingen zwei große Imperien in den Anden voraus: der Tiwanaku-Staat (ca. 300–1100 n. Chr.), der um den Titicacasee herum angesiedelt war, und der Wari-Staat (ca. 600–1100 n. Chr.), dessen Zentrum in der Nähe der Stadt Ayacucho lag. Die Wari besetzten das Gebiet von Cusco etwa 400 Jahre lang. Viele der Charakteristika des Inkareiches stammten aus früheren multiethnischen und expansiven Andenkulturen.
Der deutsche Geograph Carl Troll behauptete, dass die Entwicklung des Inkastaates in den zentralen Anden durch Bedingungen begünstigt wurde, die die Herstellung des Grundnahrungsmittels Chuño ermöglichten. Chuño, das über lange Zeiträume gelagert werden kann, wird aus Kartoffeln hergestellt, die bei Frosttemperaturen getrocknet werden, die nachts im südperuanischen Hochland üblich sind. Eine solche Verbindung zwischen dem Inkastaat und Chuño ist fraglich, da Kartoffeln und andere Feldfrüchte wie Mais ebenfalls nur mit Sonnenlicht getrocknet werden können. Troll argumentierte auch, dass Lamas, das Lasttier der Inkas, in dieser Region am zahlreichsten anzutreffen sind. Es lohnt sich zu bedenken, dass die maximale Ausdehnung des Inkareiches ungefähr mit der größten Verbreitung von Lamas und Alpakas im vorspanischen Amerika zusammenfiel. Der Zusammenhang zwischen den andinen Biomen von Puna und Páramo, dem Pastoralismus und dem Inkastaat ist Gegenstand der Forschung. Als dritten Punkt nannte Troll die Bewässerungstechnologie als vorteilhaft für den Aufbau des Inkastaates. Während Troll die Umwelteinflüsse auf das Inkareich theoretisierte, wandte er sich gegen den Umweltdeterminismus und argumentierte, dass die Kultur den Kern der Inka-Zivilisation ausmache.

### Ursprung

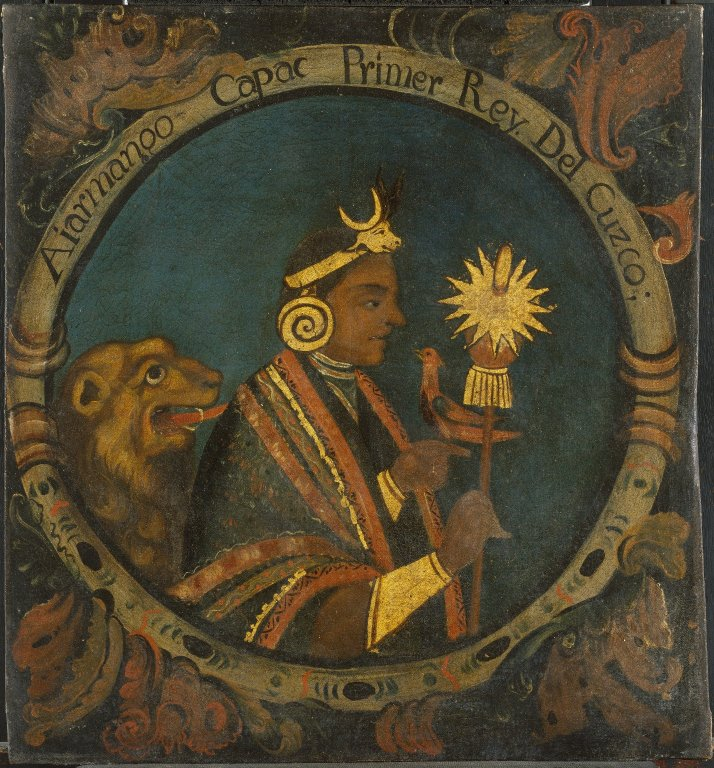
Fiktive Abbildung von Manco Cápac aus dem 18. Jahrhundert

Das Volk der Inka war ein Hirtenstamm in der Gegend von Cusco um das 12. Jahrhundert. Unter der Führung von Manco Cápac bildeten die Inkas das Königreich Cusco. Im Jahre 1438 begannen sie eine weitreichende Expansion unter dem Kommando des Sapa Inka (oberster Führer) Pachacútec Yupanqui, dessen Name wörtlich „Erderschütterer“ bedeutete. Der Name Pachacútec wurde ihm gegeben, nachdem er den Stamm der Chancas (das moderne Apurímac) erobert hatte. Während seiner Herrschaft brachten er und sein Sohn Túpac Yupanqui einen Großteil des heutigen Territoriums von Peru unter die Kontrolle der Inka.

### Reorganisation und Reichsgründung

Machu Picchu nahe Cusco

Pachacútec reorganisierte das Königreich Cusco in das Tahuantinsuyu, das aus einer Zentralregierung mit dem Inka an der Spitze und vier Provinzen mit starken Führern bestand. Diese waren Chinchasuyu, Antisuyu, Kuntisuyu und Qullasuyu. Es wird vermutet, dass Pachacuti Machu Picchu errichten ließ, entweder als Familienhaus oder als Sommerresidenz, obwohl es auch eine landwirtschaftliche Station gewesen sein könnte.
Pachacuti schickte Spione in die von ihm bestimmten Regionen der Umgebung und sie brachten ihm Berichte über politische Organisation, militärische Stärke und Reichtum. Dann sandte er Botschaften an ihre Führer, in denen er die Vorteile des Beitritts zu seinem Reich pries, ihnen Geschenke von Luxusgütern wie hochwertigen Textilien anbot und versprach, dass sie als seine Untertanen materiell reicher sein würden.
Die meisten akzeptierten die Herrschaft der Inkas und duldeten sie friedlich. Die Weigerung, die Herrschaft der Inkas zu akzeptieren, führte zu einer militärischen Eroberung. Nach der Eroberung wurden die örtlichen Herrscher hingerichtet. Die Kinder des Herrschers wurden nach Cusco gebracht, um die Verwaltungssysteme der Inkas kennenzulernen, und kehrten dann in ihre Heimatländer zurück. Dies ermöglichte es den Inkas, sie in den Inka-Adel einzuführen und ihre Töchter in Familien an verschiedenen Ecken des Reiches einheiraten zu lassen.

### Expansion und Konsolidierung

Expansion des Inkareiches

Traditionell führte der Sohn des Inkaherrschers die Armee an. Pachacútecis Sohn Túpac Yupanqui begann 1463 mit den Eroberungen im Norden und setzte sie nach dem Tod seines Vaters 1471 als Inka-Herrscher fort. Túpac’s wichtigste Eroberung war das Königreich von Chimor, der einzige ernsthafte Rivale der Inkas an der peruanischen Küste. Das Reich der Inka erstreckte sich darauf nach Norden bis ins heutige Ecuador und Kolumbien.
Túpac Inkas Sohn Huayna Cápac fügte einen kleinen Teil des Landes im Norden des heutigen Ecuador hinzu. Auf seinem Höhepunkt umfasste das Inkareich Peru, das westliche und südliche Zentralbolivien, den Südwesten Ecuadors und einen großen Teil des heutigen Chile nördlich des Río Maule. Die traditionelle Geschichtsschreibung behauptet, dass der Vormarsch nach Süden nach der Schlacht am Río Maule zum Stillstand kam, da sie auf entschlossenen Widerstand der Mapuche trafen. Diese Ansicht wird vom Historiker Osvaldo Silva in Frage gestellt, der stattdessen argumentiert, dass es die sozialen und politischen Strukturen der Mapuche waren, der die Hauptschwierigkeit bei der Durchsetzung der imperialen Herrschaft darstellte. Silva räumt zwar ein, dass die Schlacht am Río Maule eine Pattsituation war, argumentiert aber, dass den Inkas die Anreize für Eroberungen fehlten, die sie im Kampf gegen komplexere Gesellschaften wie das Chimú-Reich gehabt hatten. Silva bestreitet auch das von der traditionellen Geschichtsschreibung für die Schlacht angegebene Datum: das späte 15. Jahrhundert während der Herrschaft von Topa Inca Yupanqui (1471–1493). Stattdessen setzt er sie auf das Jahr 1532 während des Bürgerkriegs im Reich. Dennoch stimmt Silva der Behauptung zu, dass der Großteil der Eroberungen der Inkas im späten 15. Jahrhundert erfolgte. Zur Zeit des Inka-Bürgerkriegs unterwarf eine Inka-Armee laut Diego de Rosales einen Aufstand der Diaguitas.
Der Vorstoß des Reiches in das Amazonasbecken in der Nähe des Rio Chinchipe wurde 1527 von den Shuar gestoppt. Das Reich dehnte sich bis in Teile der heutigen Staaten von Argentinien und Kolumbien aus. Der größte Teil des südlichen Inkareichs, der als Qullasuyu bezeichnete wird, lag jedoch im Altiplano.
Das Inkareich war eine Verschmelzung von Sprachen, Kulturen und Völkern. Die Bestandteile des Reiches waren nicht alle einheitlich loyal, und auch die lokalen Kulturen waren nicht alle vollständig integriert. Das Inkareich als Ganzes hatte eine Wirtschaft, die auf dem Austausch und der Besteuerung von Luxusgütern und Arbeit beruhte.

### Bürgerkrieg und Spanische Eroberung

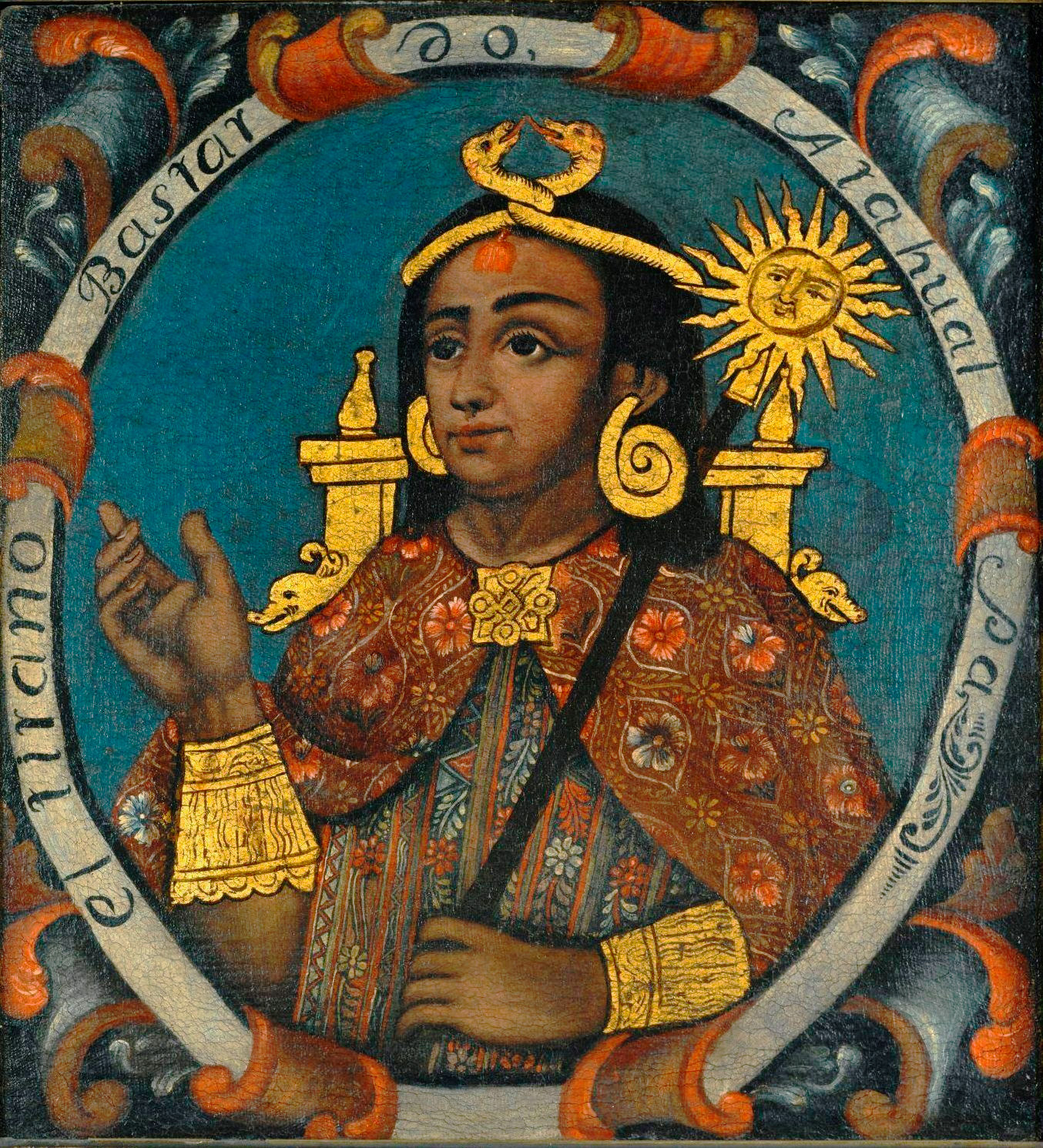
Atahualpa, der letzte Sapa Inka von Tawantinsuyu. Gemälde ca. 1750

Spanische Konquistadoren unter der Führung von Francisco Pizarro erforschten das Gebiet südlich des heutigen Panama und erreichten 1528 das Gebiet der Inkas. Für sie war klar, dass sie ein reiches Land mit Aussichten auf große Schätze erreicht hatten. Pizarro reiste nach Spanien und erhielt die königliche Genehmigung, die Region zu erobern und wurde zum Gouverneur und Kapitän aller Eroberungen in Peru oder Neukastilien, wie die Spanier das Land jetzt nannten, ernannt.
Als Pizarro 1532 nach Peru zurückkehrte, tobte ein Erbfolgekrieg zwischen den Söhnen des Sapa Inka Huayna Capac, Huáscar und Atahualpa, und Unruhen hatten sich unter den neu eroberten Gebieten des Reiches verbreitet. Vielleicht noch wichtiger war, dass sich Pocken, Grippe, Typhus und Masern von Mittelamerika aus ausgebreitet hatten.
Die von Pizarro geführten Streitkräfte bestanden aus 168 Männern, einer Kanone und 27 Pferden. Atahualpa unterschätzte bei der Ankunft der Spanier die von ihnen ausgehende Gefahr und ließ sie unbehelligt ins Hochland kommen. Am 14. November 1532 befand sich Pizarro mit 159 Gefährten in Cajamarca, Atahualpa erschien auf die Einladung hin mit einem größeren Gefolge und die Inkasoldaten verblieben im Umfeld. Pizarro nutzte die Gelegenheit, Atahualpa im Handstreich gefangen zu nehmen („Schlacht von Cajamarca“).
Atahualpa bot den Spaniern Gold und Silber als Lösegeld an. Trotzdem ließ Pizarro Atahualpa im Juli 1533 hinrichten. Pizarro erhoffte sich damit neue Verbündete, und die Gegner Atahualpas erhofften sich durch seinen Tod ein Ende des Bürgerkrieges im Inkareich. Atahualpa war als Herrscher bei vielen Inkas verhasst gewesen und ein wesentlicher Teil der Inka-Elite „begrüßte die spanischen Invasoren tatsächlich als Befreier und ließ sich bereitwillig mit ihnen ein, um die Herrschaft über die Bauern und Bergleute der Anden zu teilen“.

### Letzte Inka
Die Spanier setzten Atahualpas Bruder Manco Cápac II. als Herrscher ein; eine Zeitlang kooperierte Manco mit den Spaniern, wandte sich aber dann gegen sie. Sein Versuch, Cusco zu erobern, scheiterte knapp, und Manco Cápac II. zog sich daraufhin in die Berge von Vilcabamba zurück und gründete einen Nachfolgestaat des Inkareiches, in dem er und seine Nachfolger weitere 36 Jahre regierten, teils die Spanier überfielen und Aufstände gegen sie anzettelten, teils friedlich kooperierten. Im Jahr 1572 wurde die letzte Inka-Hochburg erobert und der letzte Herrscher, Túpac Amaru, Mancos Sohn, gefangen genommen und hingerichtet. Dies beendete den Widerstand gegen die spanische Eroberung unter der politischen Autorität des Inkareich.
Nach dem Fall des Inkareichs wurden viele Errungenschaften des Inkareiches systematisch zerstört, einschließlich ihres ausgeklügelten Landwirtschaftssystems, das als das vertikale Archipelmodell der Landwirtschaft bekannt ist. Spanische Kolonialbeamte nutzten das Arbeitssystem Mita für koloniale Zwecke, häufig auf brutale Weise. Ein Mitglied jeder Familie wurde gezwungen, in den Gold- und Silberminen zu arbeiten, allen voran in der Titansilbermine von Potosí. Wenn ein Familienmitglied starb, was normalerweise innerhalb von ein oder zwei Jahren geschah, musste die Familie einen Ersatz schicken.
Die Auswirkungen der Pocken auf das Inkareich waren noch verheerender. Beginnend in Kolumbien verbreiteten sich die Pocken rasch, noch bevor die spanischen Invasoren zum ersten Mal in das Reich eindrangen. Die Ausbreitung wurde wahrscheinlich durch das effiziente Straßensystem der Inkas begünstigt. Die Pocken waren nur die erste Epidemie. Andere Krankheiten, darunter ein Ausbruch wahrscheinlich von Typhus im Jahr 1546, Grippe und Pocken zusammen im Jahr 1558, erneut Pocken im Jahr 1589, Diphtherie im Jahr 1614 und Masern im Jahr 1618 dezimierten das Volk der Inka und erschütterten dessen soziale Ordnung.

## Regierung und Verwaltung

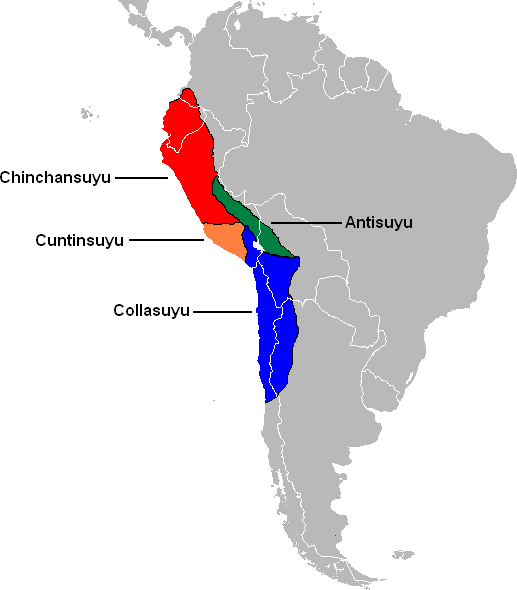
Die Suyu des Inkareichs

### Doppelherrschaft
Zur effizienten Verwaltung dieses riesigen Reiches benötigten die Inka mehr als die größte Armee des präkolumbischen Amerika und deren militärische Potenz: Die Fähigkeit, die Ressourcen nutzbringend einzusetzen. Darin sind die Inka vergleichbar mit den Alten Ägyptern oder dem Römischen Reich. Die Inka wandten ein System der dualen Macht an, nachdem jeder Herrschaftsbereich, jedes señorío (Herrschaftsgebiete aus präkolumbischer Zeit) meist nach topographischen Gesichtspunkten in zwei Hälften, Saya genannt, in der Literatur auch als Moietie (von französisch moitié „Hälfte“) bezeichnet, geteilt worden war. Doppelherrschaft war bereits in den Andenkulturen anzutreffen, die vor den Inka bestanden.
Auch die Stadt Cusco in Peru war beispielsweise in zwei Stadthälften gegliedert, Ober-Cusco (Hanan Qusqu oder Hunan Qusqu) und Unter-Cuzco (Urin Qusqu oder Hurin Qusqu), die zwei Doppelherrscher verwalteten. Die beiden Stadtoberhäupter regierten zusammen und waren zwar im Prinzip gleichberechtigt, aber der Hanan-Regent hatte ein größeres Prestige und dominierte damit den Urin-Regenten. Die beiden Stadthälften waren ihrerseits jeweils wieder in Suyuos (Viertel) gegliedert. Bevor aus dem Dorf Acamama das imperiale Cuzcs geworden war, war es in vier Quartiere aufgeteilt, in Qintikancha (kancha „Hof, Platz, Gehege“): das Chumpikancha („Quartier des Kolibris“), das Sayrikancha („Quartier des gewebten Gürtels“), das „Quartier des Tabaks“ und das Yarampuykancha (yaruntutha aymara „vermischen“). Deren vier Kaziken hießen nach Garcilaso de la Vega Manco Cápac, Tocay, Pinahua und Colla. Auf diese Weise haben wir es mit einer vierfachen Machtaufteilung zu tun. Auch in einer der Herkunftsmythen der Inka spielt die Zahl vier eine zentrale Rolle.
Dieses System der Vierteilung fand bei der Einteilung des Inka-Reichs seine Entsprechung. Die Herrscher der vier Reichsteile hatten den Titel Apukuna („Herren“). An der Spitze einer Provinz standen zwei Provinzgouverneure, die dem Inka-Adel entstammten. Die Tukuyrikuq („der alles sieht“) reisten in Sänften durch das Land, registrierten mit Hilfe der Quipus exakt die Bevölkerung und ihre Altersstruktur, ihr Vieh, die bewirtschaftete Fläche, die Güte des Bodens und die Menge des zur Verfügung stehenden Wassers und schufen durch dieses Wissen die Voraussetzung für weitere Baumaßnahmen. Die besten Künstler und Handwerker des Reiches, wie die Goldschmiede der Chimú, wurden mit der Herstellung von wertvollen Kunstgegenständen, Textilien sowie Ton- und Metallwaren beschäftigt. Zur Unterstützung der Tucuyrícuc diente ein ganzes Heer von professionellen Beamten, „Vertretern“ und „Statthaltern“. Eine besondere Stellung unter diesen Beamten nahmen die Quipucamayoc ein, die ihren Beruf vererbten. Dank eines lange geschulten, außerordentlichen Gedächtnisses konnten sie die durch ein System farbiger Wollschnüre mit Knoten kodierten fiskalischen, ökonomischen, sozialen, politischen, historischen und rituellen Informationen „lesen“. Dieses stellt laut Rolf Müller ein Schriftsystem auf Basis von Ideogrammen dar.
Es gibt deshalb begründete Überlegungen, beispielsweise von Tom Zuidema und Pierre Duviols, dass die Zahl der 14 Inka-Herrscher nicht eine lineare, chronologische Reihenfolge darstellt, sondern auf dem Missverständnis der Konquistadoren beruht, weil sie die ihnen selbstverständliche europäische Linearitätsvorstellung auf die inkaischen Verhältnisse übertrugen. Es kann aber nicht ausgeschlossen werden, dass die Geschichte der Inka-Herrschaft als religiöse Vorstellungen oder symbolische Organisationsprinzipien zu deuten ist. Wenn tatsächlich die beiden Inka-Linien nicht nacheinander, sondern gleichzeitig regiert hätten, würde sich der tatsächlich überschaubare Zeitraum der Inka-Geschichte noch einmal verkürzen.

### Reziprozität
Da die Inka und ihre Nachbarn Geld nicht kannten, beruhte der Handel, aber auch militärische Allianzen auf dem System der Reziprozität. Nach dem Sieg über die Chanca versammelte Pachacútec Yupanquí die benachbarten señoríos um sich, überhäufte sie mit Geschenken und verteilte die Beute aus dem Sieg über die Chanca unter ihnen, feierte mit ihnen ausgiebig den Sieg und zeigte sich ihnen gegenüber äußerst großzügig, bevor er im Gegenzug die Bitte an seine Nachbarn und Verbündeten formulierte, Lebensmittelspeicher anzulegen und zu füllen, die zusammen mit einer geregelten Wasserversorgung erst den Wiederaufbau Cuscos ermöglichten. Bevor das Inkaheer in ein señorío eines Nachbarn einfiel, präsentierte es zunächst seine Stärke und überbrachte dem Fürsten reiche Geschenke verbunden mit der Bitte, sich dem Inkastaat anzuschließen. Die Bejahung wurde mit ausgiebigen Festen gefeiert. Erst bei Ablehnung kam es zur Schlacht, die das Inkaheer in der Regel gewann. Der besiegte Herrscher wurde dann als Gefangener nach Cusco verschleppt, wo er nach vorausgegangenem, allzu heftigem Widerstand getötet wurde. Im Unterschied zu den bis dahin gepflegten eher lockeren Bündnissen von Häuptlingstümern bestanden die Inka jedoch auf der völligen Unterwerfung unter ihre zentrale Administration.
Typisch für die Inka-Herrschaft war jedoch nicht die Beseitigung der lokalen Autoritäten, in den Anden Curacas genannt, sondern die Installation einer kunstvoll ausgefeilten Kolonialherrschaft der Inka, bei der die lokalen Autoritäten nicht ihrer Macht entkleidet, sondern durch die Aufrechterhaltung der Illusion von Autarkie und Autonomie im Gegenteil zur Kooperation gestärkt wurden: Wurde ein lokaler Adeliger entmachtet, so wurde seine Autorität auf seinen Sohn oder Bruder übertragen. Ähnlich den Römern siedelten die Inka hohe Würdenträger der unterworfenen Stämme nach Cusco um, wo ihre Kinder als Inka erzogen wurden.
Als Kompensation für die eigene Unterwerfung und um sie für die neuen Machthaber einzunehmen, wurden die besten Soldaten des Besiegten zur Entschädigung eigener Verluste mit nützlichen Geschenken überhäuft. Nach dem Prinzip der Reziprozität wurde der verfeindete Nachbar des Unterworfenen häufig als Nächstes bekriegt. Ein Sieg verpflichtete daher zur nächsten Schlacht. Folge war ein Kreislauf der Kriege. Auch hierdurch ist die erstaunliche Geschwindigkeit zu erklären, mit der die Inka ihr Reich ausdehnten. Sie nutzten das Prinzip der Reziprozität, um die traditionelle Loyalität der jeweiligen ethnischen Gruppen und Siedlungen zu ihren lokalen und regionalen Machthabern zu nutzen. Durch öffentliche Demonstrationen staatlicher Großzügigkeit und kleine Geschenke für erwiesene Loyalität wurde dieses Prinzip propagandistisch gestärkt. Die Kriegszüge Pachacútecs und Túpac Yupanquis schienen sogar dem Bedürfnis zu entsprechen, die Geographie der Hauptstadt im Verhältnis zu den Provinzen wieder ins Gleichgewicht zu bringen.
Hinzu kam das traditionelle diplomatische Mittel strategischer Heirat zwischen Mitgliedern der imperialen Monarchie und provinzieller Dynastie: die dynastische Verbindung. Sie war von den Inka insofern verfeinert worden, als ihnen praktisch auf jeder sozialen Stufe der Machthierarchie durch die akllawasi eine adäquate und prestigeträchtige Möglichkeit zur Heiratsvermittlung zur Verfügung stand. Wurden die Stammeskönige mit den Prinzen und Prinzessinnen der Inka verheiratet, so identifizierten sich die lokalen Curacas mit der Macht und Autorität des Zentralstaats dank der ihnen vermittelten Aclla.
Gleichzeitig diente diese Methode indirekter Herrschaft dazu, die eigentliche Arbeitsverteilung des Mitimae-Systems auf die einzelnen Ayllus den politischen Herrschern der einzelnen Ethnien zu überlassen. Der offensichtliche Eingriff des Zentralstaats in das Alltagsleben der Dörfer und Provinzen und die erforderliche Bürokratie wurde dadurch geringer, Ungerechtigkeiten als Ausgangspunkt für mögliche Rebellionen wurden den regionalen und lokalen Machthabern zugewiesen und die Durchsetzung des Willens der Zentralmacht durch die beiden Provinzgouverneure, die dem Inka-Adel entstammten und den scheinbar autonomen Provinzadel kontrollierten, sichergestellt. Gleichzeitig stärkte dieses System indirekter Herrschaft die Effizienz und Flexibilität des Gesamtsystems. Statt eines aufgeblähten bürokratischen Apparats, der mangels Schrift in Permanenz tagen müsste, um alle Ressourcen und Produktionspläne aufeinander abzustimmen, wurde auf jeder lokalen und regionalen Ebene die erforderliche Entscheidung schnell getroffen und durchgesetzt.
Das komplexe Prinzip der Reziprozität fand auch dabei Anwendung, wenn der Inkastaat im Gegenzug zu den Verpflichtungen der mit’a und mitma für die Ernährung, Kleidung, Wohnraum und Werkzeuge der Dienstverpflichteten sorgte und große religiöse und zeremonielle Feste veranstaltete, bei denen nicht nur die Provinzadeligen, sondern auch die Gemeindemitglieder bewirtet wurden.

### Glaube
Der Sapa Inka wurde als göttlich angesehen und war praktisch das Oberhaupt der Staatsreligion. Der Willaq Umu (oder Oberpriester) war dem Sapa Inka untergeordnet. Lokale religiöse Traditionen wurden fortgeführt und in einigen Fällen, wie zum Beispiel das Orakel von Pachacamac an der peruanischen Küste, offiziell verehrt. Nach Pachacútec beanspruchte der Sapa Inka Abstammung von Inti, der großen Wert auf kaiserliches Blut legte; gegen Ende des Reiches war es üblich, Bruder und Schwester inzestuös zu verheiraten. Der Sapa Inka war „Sohn der Sonne“, und sein Volk die Intip Churin oder „Kinder der Sonne“, und sowohl sein Recht zu herrschen als auch seine Mission zu erobern, stammten von seinem heiligen Vorfahren ab. Der Sapa Inka führte auch den Vorsitz bei religiös wichtigen Festen, insbesondere während des Inti-Raymi oder „Sonnenfestes“, an dem Soldaten, mumifizierte Herrscher, Adelige, Kleriker und die allgemeine Bevölkerung von Cusco teilnahmen, das mit der Juni-Sonnenwende begann und neun Tage später mit dem rituellen Brechen der Erde mit einem Fußpflug durch den Inka seinen Höhepunkt erreichte. Darüber hinaus galt die Stadt Cusco als kosmologisch zentral, Inca Garcilaso de la Vega nannte es „den Nabel des Universums“.

### Gliederung
Das Inkareich war ein föderalistisches System, das aus einer Zentralregierung mit den Inka an der Spitze und vier Suyu bestand. Die vier Grenzen dieser Suyu trafen sich in der Mitte, in Cusco. Dieses gehörte keinem Suyu an und hatte den Status eines Hauptstadtdistriktes. Diese Suyu wurden wahrscheinlich um 1460 während der Herrschaft von Pachacuti geschaffen, bevor das Reich seine größte territoriale Ausdehnung erreichte. Zu der Zeit, als die Suyu gegründet wurden, waren sie ungefähr gleich groß und änderten ihre Proportionen erst später, als sich das Reich entlang der Anden nach Norden und Süden ausdehnte.
Cusco war wahrscheinlich nicht als Wamani oder Provinz organisiert. Vielmehr hatte es wahrscheinlich eine gewisse Ähnlichkeit mit einem modernen Bundesbezirk, wie das heutige Washington, D.C. oder Mexiko-Stadt. Die Stadt saß im Zentrum der vier Suyu und diente als herausragendes Zentrum von Politik und Religion. Während Cusco im Wesentlichen von dem Sapa Inka und seinen Verwandten regiert wurde, wurde jeder Suyu von einem Apu regiert, ein Begriff der Wertschätzung, der für Männer von hohem Status und für verehrte Berge verwendet wurde. Sowohl Cusco als Distrikt als auch die vier Suyu als Verwaltungsregionen wurden in obere Hanan- und untere Urin-Divisionen gruppiert. Darunter bestanden Wamani als unterste Verwaltungseinheit. Da die Inka über keine schriftlichen Aufzeichnungen verfügten, ist es unmöglich, die Wamani, aus denen die Provinzen bestanden, einzeln aufzulisten. Koloniale Aufzeichnungen erlauben es jedoch, eine Teilliste zu rekonstruieren. Es gab wahrscheinlich mehr als 86 Wamani, davon mehr als 48 im Hochland und mehr als 38 an der Küste.

#### Suyu
| Name                                                   | Karte | Lage | Flagge |
| ------------------------------------------------------ | ----- | --- | ------ |
| Anti Suyu                                              |       | Ostgebiet. Dieser Teil des Inkareiches war der zweitkleinste. Anti Suyu lag nordwestlich von Cusco in den hohen Anden. Sein Name ist die Wurzel des Wortes „Anden“. |        |
| Chinchay Suyu (auch: Chinchasuyu oder Chinchasuyo)     |       | Der Nordteil reichte bis in das heutige Kolumbien hinein. Er umfasste das ehemalige Chimú-Reich und einen Großteil der nördlichen Anden. |        |
| Kunti Suyu (auch: Contisuyu oder Contisuyo)            |       | Das kleinste Teilreich im Westen lag an der Küste des Pazifiks. |        |
| Qulla Suyu (auch: Qollasuyu, Collasuyu oder Collasuyo) |       | Der Südteil reichte bis in das heutige Argentinien hinein. Der Name stammt von der Bezeichnung des Volkes der Qulla. Heute wird der Begriff im Quechua und Aymara auch als Bezeichnung für Bolivien verwendet. Der Historiker José Bengoa hob Quillota als die wahrscheinlich bedeutendste Inkasiedlung in Chile hervor. |        |

### Hauptstadt
Aus der Hauptstadt Cusco, dem rituellen und politischen Zentrum, machten sie ein architektonisches Vorzeigeobjekt, das jeden Besucher zum Staunen bringen sollte. Cusco war für die Inka Symbol ihrer Macht, Mittelpunkt ihres Reiches, Schnittpunkt ihrer Straßen, axis mundi, Schnittpunkt der Universa des Weltlichen und des Heiligen, Ausdruck ihrer Vorstellung einer kosmischen Ordnung. Zu seinem Bau wurde zuvor ein maßstabsgerechtes Modell geschaffen; übrigens gab es bereits im sehr viel älteren Tiwanaku ein maßstabsgerechtes Modell einer der Hauptstrukturen (→ Kantatayita#„Modellstein“).
Stil und Bauweise setzten sich schnell überall im Reich durch. Dabei berücksichtigten sie bei den Bauten immer die Umgebung und versuchten sie miteinander zu kombinieren. Bestes Beispiel dafür ist Machu Picchu, dessen Planer die Architektur mit der geographischen Umgebung verschmelzen ließ. Cusco wurde städtebauliches Vorbild, als zum Angriff auf Chiquimancu ein großes Militärlager angelegt wurde. Dies wiederholte sich am Eingang zum Cañete-Tal und in Coyor und Chuquilin. Zur effizienten Verwaltung der natürlichen und menschlichen Ressourcen in den eroberten Provinzen wurden aus bestehenden Provinzstädten, wie Jauja, Cajamarca oder Pachacámac Provinzhauptstädte. In Regionen, in denen noch keine entsprechende städtischen Zentren existierten, errichteten die Inka Städte, wie Huanuco Pampa. Allein seine Speicher fassten 36 Mio. Liter Mais.
Die gewaltigen Bauten aus Granit hatten nicht allein praktischen Wert, sondern dienten – wie jede Herrschaftsarchitektur – auch als sichtbare Demonstration der Macht. Potentielle Feinde sollten damit beeindruckt werden. Im Gegensatz zu den übrigen Andenkulturen bevorzugten die Inka steinerne Gebäude selbst an der Küste, wo Stein schwer zu beschaffen war. In den Steinbrüchen ließ sich rekonstruieren, dass in Granitblöcke reihenweise Löcher gebohrt wurden, in die Holzkeile versenkt wurden. Diese wurden mit Wasser getränkt, bis sie quollen und das Gestein sprengten. Über Rampen wurden die Gesteinsblöcke auf Rollen und Schlitten mit Tauen gezogen. Mit Werkzeugen aus Bronze, Hämatit, Stein und Holz wurden sie bearbeitet, mit feuchtem Sand geschliffen und entgegen weitverbreiteter Ansicht mit einem Mörtel zusammengesetzt, den man nicht sieht. Die Inka benutzten bereits das Lotblei, setzten bronzene und hölzerne Brechstangen ein, benutzten Hebebäume und verfügten sogar über eine Art Rechenschieber, der aus zwei gegeneinander verschiebbaren Rechenstäben bestand.

### Verwaltung
Koloniale Quellen sind nicht ganz klar oder einig über die Regierungsstruktur der Inkas, wie zum Beispiel die genauen Aufgaben und Funktionen der Regierungspositionen. Aber die Grundstruktur lässt sich grob beschreiben. An der Spitze stand der Sapa Inka, wörtlich der „einzige Inka“. Darunter mag der Willaq Umu gestanden haben, wörtlich der „erzählerische Priester“, der Hohepriester der Sonne. Unter dem Sapa Inka saß jedoch auch der Inkap Rantin, der ein Vertrauter und Assistent des Sapa Inka war, vielleicht ähnlich einem Ministerpräsidenten. Beginnend mit Túpac Yupanqui setzte sich ein „Rat des Reiches“ aus 16 Adligen zusammen: 2 aus Ober-Cusco, 2 aus Unter-Cusco, 4 aus Chinchaysuyu, 2 aus Cuntisuyu, 4 aus Collasuyu und 2 aus Antisuyu.
Während die Provinzbürokratie und die Regierung stark variierten, war die Grundorganisation dezimal. Die Steuerzahler – männliche Haushaltsvorstände einer bestimmten Altersgruppe – waren in Arbeitseinheiten (oft auch als Militäreinheiten) organisiert, die als Teil des Mita-Dienstes die Arbeiter und Soldaten des Staates bildeten. Jede Einheit mit mehr als 100 Steuerzahlern wurde von einem Kuraka angeführt, während kleinere Einheiten von einem Kamayuq, einem niedrigeren, nicht erblichen Status, angeführt wurden. Während der Kuraka-Status jedoch vererbbar war und er in der Regel lebenslang diente, war seine Position in der Hierarchie aufgrund der Privilegien der Vorgesetzten Veränderungen unterworfen.

### Inka-Straßen
Die zwei längsten der Inka-Straßen, die sich quer durch das gesamte Land zogen, bildeten das Rückgrat des Reiches. Die eine, Qhapaq ñan („königliche Straße“) genannt, zog sich durch die Anden von Cuzco nach Quito, die andere, die Wayna qhapaq ñan entlang der Pazifikküste. Während sie im Flachland als eine gepflasterte Straße mit einer Breite von sechs bis sieben Metern ausgebaut waren, überwanden sie die steilsten Andenpässe manchmal als schmale, in Stein gehauene Treppen. Diese Inka-Straßen verfügten über eine tiefe Tragschicht und waren mit schwarz-braunem Trapp-Porphyr gepflastert. Dort, wo an der nackten Felswand kein Weg zu bauen war, wurden Tunnel in den Fels geschlagen. Brücken, aus zu langen Tauen geflochtenem Ichu-Gras, überwanden Schluchten und reißende Flüsse, wie den Río Apurímac. Die so jährlich wiedererrichtete Hängebrücke Q’iswachaka ist noch heute in Benutzung. Auch aus Agavenfasern wurden Taue für die Hängebrücken geflochten. Niedrige Mauern in der Atacama-Wüste entlang der schnurgeraden Inka-Wege verhinderten Sandverwehungen. In Sumpflandschaften wurden die Straßen durch Deiche oder Dämme gegen Überschwemmungen und Hochwasser geschützt. Gemeinsam mit den Querverbindungen dienten sie dem schnellen Verschieben von Truppen, Nachschub und Warentransport. Sie waren auch maßgebend für die Überbringung von Nachrichten in kurzer Zeit.
Obwohl die Inkastraßen teilweise auf älteren Straßen der Huari und Chimú in deren jeweiligen Einflussgebieten beruhten, bauten die Inka das Straßensystem im Zusammenhang mit Truppenbewegungen als Heerstraßen systematisch aus. Der Abstand von 4,5 Meilen (tupu) wurde durch Marksteine entlang der Straßen angezeigt. In regelmäßigen Abständen von elf Meilen waren normierte tampu (span. tambo) angelegt, die als Rasthaus den Chaskis, Beamten und Kriegern Proviant und Herberge boten. In angrenzenden Magazinen waren Waffen, Kleidung und Ausrüstung für die Inka-Armee eingelagert.

### Versorgung
Zur Versorgung des riesigen Reiches siedelten die Inka im ganzen Lande Bauern um, teils zur Befriedung (politische mitimae), teils zur besseren landwirtschaftlichen Nutzung (ökonomische mitimae). Sie förderten den Austausch von Waren zwischen den verschiedenen Lebensräumen der Anden. Der Austausch vollzog sich jedoch nicht durch Handel, sondern durch die Mitmaq im Gegenzug beispielsweise zu Salz, Fischen, Kelp, Guano, Stachelaustern (Spondylus-Muscheln: mullu) und Fechterschnecken (Strombus: wayllaqipa, für Schneckenhörner pututu), Mais, Wolle oder Coca. An steppenartigen Stellen ließen sie Bewässerungskanäle errichten. Damit machten sie brachliegende Wüsten und Hochtäler fruchtbar. Jeder noch so steile Hang, der aufgrund des Klimas landwirtschaftlich nutzbar war, wurde terrassiert. Angebaut wurden zumeist Kartoffeln und Mais. Aus Mais erzeugten sie auch die für rituelle Zwecke verwendete Chicha. An den Ufern des Titicacasees entwickelten sie ein Entwässerungssystem, das selbst Feuchtgebiete bebaubar machte und die Auswirkungen von Frostschäden minderte.

### Recht
Der Inkastaat hatte weder eine separate Justiz noch kodifizierte Gesetze. Bräuche, Erwartungen und traditionelle lokale Machthaber bestimmten das Verhalten. Der Staat hatte Rechtskraft, etwa durch tokoyrikoq (wörtlich: „Der, der alles sieht“) oder Inspektoren. Der höchste dieser Inspektoren, in der Regel ein Blutsverwandter des Sapa Inka, handelte unabhängig von der konventionellen Hierarchie und gab dem Sapa Inka einen Standpunkt frei von bürokratischem Einfluss.

## Militär
Die Inka-Armee war zu dieser Zeit die mächtigste in ganz Südamerika, weil jeder gewöhnliche Dorfbewohner oder Bauer im Rahmen des Mita-Systems des obligatorischen öffentlichen Dienstes als Soldat rekrutiert werden konnte. Jeder körperlich fähige männliche Inka im Kampfalter musste mindestens einmal in irgendeiner Eigenschaft am Krieg teilnehmen und sich bei Bedarf wieder auf die Kriegsführung vorbereiten. Als das Reich seine größte Größe erreicht hatte, trug jeder Teil des Reiches zur Aufstellung einer Armee für den Krieg bei.
Die Inkas besaßen weder Eisen noch Stahl, und ihre Waffen waren nicht viel wirksamer als die ihrer Gegner, so dass sie die Gegner oft durch schiere zahlenmäßige Überlegenheit besiegten, oder aber indem sie sie durch großzügige Angebote zur vorherigen Kapitulation überreden konnten. Zu den Waffen der Inkas gehörten „Hartholzspeere, die mit Werfern, Pfeilen, Speeren, Schleudern, den Bolas, Keulen und Keulen mit sternförmigen Köpfen aus Kupfer oder Bronze abgeschossen wurden“. Es war eine gängige Strategie, Felsen bergab auf den Feind zu rollen und dabei das hügelige Gelände auszunutzen. Die Kämpfe wurden manchmal von Trommeln und Trompeten aus Holz, Muscheln oder Knochen begleitet. Im Krieg verwendet wurden:
- Helme aus Holz, Rohr oder Tierhaut, oft mit Kupfer oder Bronze ausgekleidet; einige waren mit Federn geschmückt
- Runde oder quadratische Schilde aus Holz oder Fell
- Mit Baumwolle gepolsterte Stofftuniken und kleine Holzplanken zum Schutz der Wirbelsäule
- Zeremonielle Metallbrustplatten aus Kupfer, Silber und Gold wurden in Grabstätten gefunden, von denen einige möglicherweise auch im Kampf verwendet wurden.[70][71]

Straßen ermöglichten der Inka-Armee eine schnelle Fortbewegung (zu Fuß), und Unterkünfte, Tambo genannt, und Lagersilos, qullqas genannt, wurden in einer Entfernung von einem Tag voneinander gebaut, so dass eine Armee im Feldzug immer versorgt werden und sich ausruhen konnte. Diese wurden so eingerichtet, dass der Inka und sein Gefolge auf ihren Reisen immer Vorräte (und möglicherweise auch Unterkünfte) bereit hatten.

## Wirtschaft
Das Inkareich trieb Handel mit Regionen außerhalb des Landes, obwohl sie keine wesentliche interne Marktwirtschaft betrieben. Während entlang der Nordküste Bronzeartefakte als Währung verwendet wurden, vermutlich von der Handelsklasse der Mindaláe der Provinzen, lebten die meisten Haushalte im Reich in einer traditionellen Wirtschaft, in der die Haushalte Steuern zahlen mussten, in der Regel in Form von Arbeit oder militärischen Verpflichtungen, obwohl es in einigen Gebieten Tauschhandel gab. Im Gegenzug sorgte der Staat für Sicherheit, Nahrung in Zeiten der Not durch die Bereitstellung von Notstandsressourcen, landwirtschaftliche Projekte (zum Beispiel Aquädukte und Terrassen) zur Steigerung der Produktivität und gelegentliche Feste. Während Mita vom Staat zur Beschaffung von Arbeitskräften genutzt wurde, gab es in den einzelnen Dörfern vor den Inkas ein System der Gemeinschaftsarbeit, das als Minka bekannt war. Dieses System ist bis in die heutige Zeit erhalten geblieben, bekannt als Minka oder Faena. Die Wirtschaft beruhte auf den materiellen Grundlagen des vertikalen Archipels, einem System ökologischer Komplementarität beim Zugang zu Ressourcen und der kulturellen Grundlage des Ayni, des gegenseitigen Austauschs.

## Dokumentationen
- Das Reich der Inka – Spurensuche in den Anden. (Originaltitel: Empire inca - L'histoire révélée.) TV-Dokumentation in HD von Thibaud Marchand, F 2023 für Arte France, deutsche Synchronfassung in Arte, Erstsendung 17. Juni 2023 (auch verfügbar auf youtube.com).